# Nick Krat
Nick Krat (Ucraina, 24 febbraio 1943) è un ex calciatore statunitense.

## Biografia
Nativo dell'Ucraina, Krat divenne cittadino statunitense, vestendo anche la maglia della nazionale stelle e strisce.

## Carriera

### Club
Formatosi nella rappresentativa calcistica dell'università statale del Michigan, dal 1962 al 1967 gioca negli Ukrainian Lions, anno in cui viene ingaggiato dai Chicago Spurs, militante nella neonata NPSL. Con gli Spurs ottenne il terzo posto nella Western Division.
Nella stagione 1968, prima edizione della NASL, viene ingaggiato dal St. Louis Stars, squadra con cui ottiene il terzo posto della Gulf Division.
Dopo aver giocato nei Chicago Hansa, ritorna ai Ukrainian Lions, società in cui giocò sino al 1976.

### Nazionale
Krat indossò la maglia degli USA tra il 1968 ed il 1972.

## Statistiche

### Cronologia presenze e reti in Nazionale
| Cronologia completa delle presenze e delle reti in nazionale ― Stati Uniti | Cronologia completa delle presenze e delle reti in nazionale ― Stati Uniti | Cronologia completa delle presenze e delle reti in nazionale ― Stati Uniti | Cronologia completa delle presenze e delle reti in nazionale ― Stati Uniti | Cronologia completa delle presenze e delle reti in nazionale ― Stati Uniti | Cronologia completa delle presenze e delle reti in nazionale ― Stati Uniti | Cronologia completa delle presenze e delle reti in nazionale ― Stati Uniti | Cronologia completa delle presenze e delle reti in nazionale ― Stati Uniti |
| Data                                                                       | Città                                                                      | In casa                                                                    | Risultato                                                                  | Ospiti                                                                     | Competizione                                                               | Reti                                                                       | Note                                                                       |
| -------------------------------------------------------------------------- | -------------------------------------------------------------------------- | -------------------------------------------------------------------------- | -------------------------------------------------------------------------- | -------------------------------------------------------------------------- | -------------------------------------------------------------------------- | -------------------------------------------------------------------------- | -------------------------------------------------------------------------- |
| 15-9-1968                                                                  | New York                                                                   | Stati Uniti                                                                | 3 – 3                                                                      | Israele                                                                    | Amichevole                                                                 | -                                                                          |                                                                            |
| 25-9-1968                                                                  | Filadelfia                                                                 | Stati Uniti                                                                | 0 – 4                                                                      | Israele                                                                    | Amichevole                                                                 | -                                                                          |                                                                            |
| 17-10-1968                                                                 | Toronto                                                                    | Canada                                                                     | 4 – 2                                                                      | Stati Uniti                                                                | Qual. Mondiali 1970                                                        | -                                                                          |                                                                            |
| 20-10-1968                                                                 | Port-au-Prince                                                             | Haiti                                                                      | 3 – 6                                                                      | Stati Uniti                                                                | Amichevole                                                                 | -                                                                          |                                                                            |
| 21-10-1968                                                                 | Port-au-Prince                                                             | Haiti                                                                      | 5 – 2                                                                      | Stati Uniti                                                                | Amichevole                                                                 | -                                                                          |                                                                            |
| 23-10-1968                                                                 | Port-au-Prince                                                             | Haiti                                                                      | 1 – 0                                                                      | Stati Uniti                                                                | Amichevole                                                                 | -                                                                          |                                                                            |
| 27-10-1968                                                                 | Atlanta                                                                    | Stati Uniti                                                                | 1 – 0                                                                      | Canada                                                                     | Qual. Mondiali 1970                                                        | -                                                                          |                                                                            |
| 2-11-1968                                                                  | Kansas City                                                                | Stati Uniti                                                                | 6 – 2                                                                      | Bermuda                                                                    | Qual. Mondiali 1970                                                        | -                                                                          |                                                                            |
| 10-11-1968                                                                 | Hamilton                                                                   | Stati Uniti                                                                | 6 – 2                                                                      | Bermuda                                                                    | Qual. Mondiali 1970                                                        | -                                                                          |                                                                            |
| 20-4-1969                                                                  | Port-au-Prince                                                             | Haiti                                                                      | 2 – 0                                                                      | Stati Uniti                                                                | Qual. Mondiali 1970                                                        | -                                                                          |                                                                            |
| 11-5-1969                                                                  | San Diego                                                                  | Stati Uniti                                                                | 0 – 1                                                                      | Haiti                                                                      | Qual. Mondiali 1970                                                        | -                                                                          |                                                                            |
| 20-8-1972                                                                  | Saint John's                                                               | Canada                                                                     | 3 – 2                                                                      | Stati Uniti                                                                | Qual. Mondiali 1974                                                        | -                                                                          |                                                                            |
| 29-8-1972                                                                  | Baltimora                                                                  | Stati Uniti                                                                | 2 – 2                                                                      | Canada                                                                     | Qual. Mondiali 1974                                                        | -                                                                          | Uscita                                                                     |
| 3-9-1972                                                                   | Città del Messico                                                          | Messico                                                                    | 3 – 1                                                                      | Stati Uniti                                                                | Qual. Mondiali 1974                                                        | -                                                                          |                                                                            |
| Totale                                                                     |                                                                            | Presenze                                                                   | 14                                                                         |                                                                            | Reti                                                                       | 0                                                                          |                                                                            |